# 长柄小芹
长柄小芹（学名：Sinocarum dolichopodum）是伞形科小芹属的植物，是中国的特有植物。分布在中国大陆的四川、云南等地，生长于海拔3,000米至4,000米的地区，一般生于高山草甸以及山地岩石上，目前尚未由人工引种栽培。